# 26328 Litomyšl
26328 Litomyšl è un asteroide della fascia principale. Scoperto nel 1998, presenta un'orbita caratterizzata da un semiasse maggiore pari a 2,2809310 UA e da un'eccentricità di 0,2173581, inclinata di 5,95564° rispetto all'eclittica.